# شرکت راه‌آهن لانکشایر و یورکشایر
شرکت راه‌آهن لانکشایر و یورکشایر (به انگلیسی: Lancashire and Yorkshire Railway به اختصار LYR) یک شرکت ریلی بزرگ بریتانیایی بود.